# Stanko Birsa
Stanko Birsa, slovenski kulturni organizator, * 3. junij 1912, Trst, Primorje, Avstro-Ogrska, † 31. december 1998, Trst, Italija.
Po končani srednji trgovski šoli se je kot uradnik zaposlil pri železnici v Trstu. Po 2.svetovni vojni je v tržaškem predmestju Rojan ustanovil in treniral nogometni klub. Bol znan pa je kot kulturni delavec in organizator. V Rojanu dal pobudo za ustanovitev ženskega vokalnega kvarteta Večernica (1955), ustanovil moški vokalni kvintet Zarja (1959) ter mešani pevski zbor Gallus (1959), ki ga je vodil Ubald Vrabec.
Leta 1963 je organiziral Prvi festival slovenske popevke na Tržaškem pod okriljem Prosvetnega društva Barkovlje in za to priložnost ustanovil kvartet Melody. Naslednje leto je organiziral Drugi festival slovenske popevke na Tržaškem. Leta 1965 je v okviru Prosvetnega društva Barkovlje ustanovil baletno šolo.
Bil je pobudnik revije pevskih oktetov, iz tega prizadevanja je nastal Tržaški oktet (1967), ki ga je na začetku vodil Ivan Sancin. Leta 1969 je organiziral nastop harmonikarjev posamezno, skupinsko in s spremljavo drugih instrumentov z naslovom Harmonike na odru in istočasno ustanovil še Železničarski pevski zbor. 